# (52396) 1993 RC7
Az (52396) 1993 RC7 a Naprendszer kisbolygóövében található aszteroida. Eric Walter Elst fedezte fel 1993. szeptember 15-én.